# Baudinella
Baudinella is een geslacht van weekdieren uit de klasse van de Gastropoda (slakken).

## Soorten
De volgende soorten zijn bij het geslacht ingedeeld:
- Baudinella baudinensis (E.A. Smith, 1893)
- Baudinella boongareensis F. Köhler, 2011
- Baudinella burrowsena T. Iredale, 1939
- Baudinella occidentalis F. Köhler, 2011
- Baudinella regia G.A. Solem, 1985[2]
- Baudinella setobaudinioides F. Köhler, 2011
- Baudinella thielei F. Köhler, 2011
- Baudinella tuberculata F. Köhler, 2011